# Katalyn Hühnerfeld

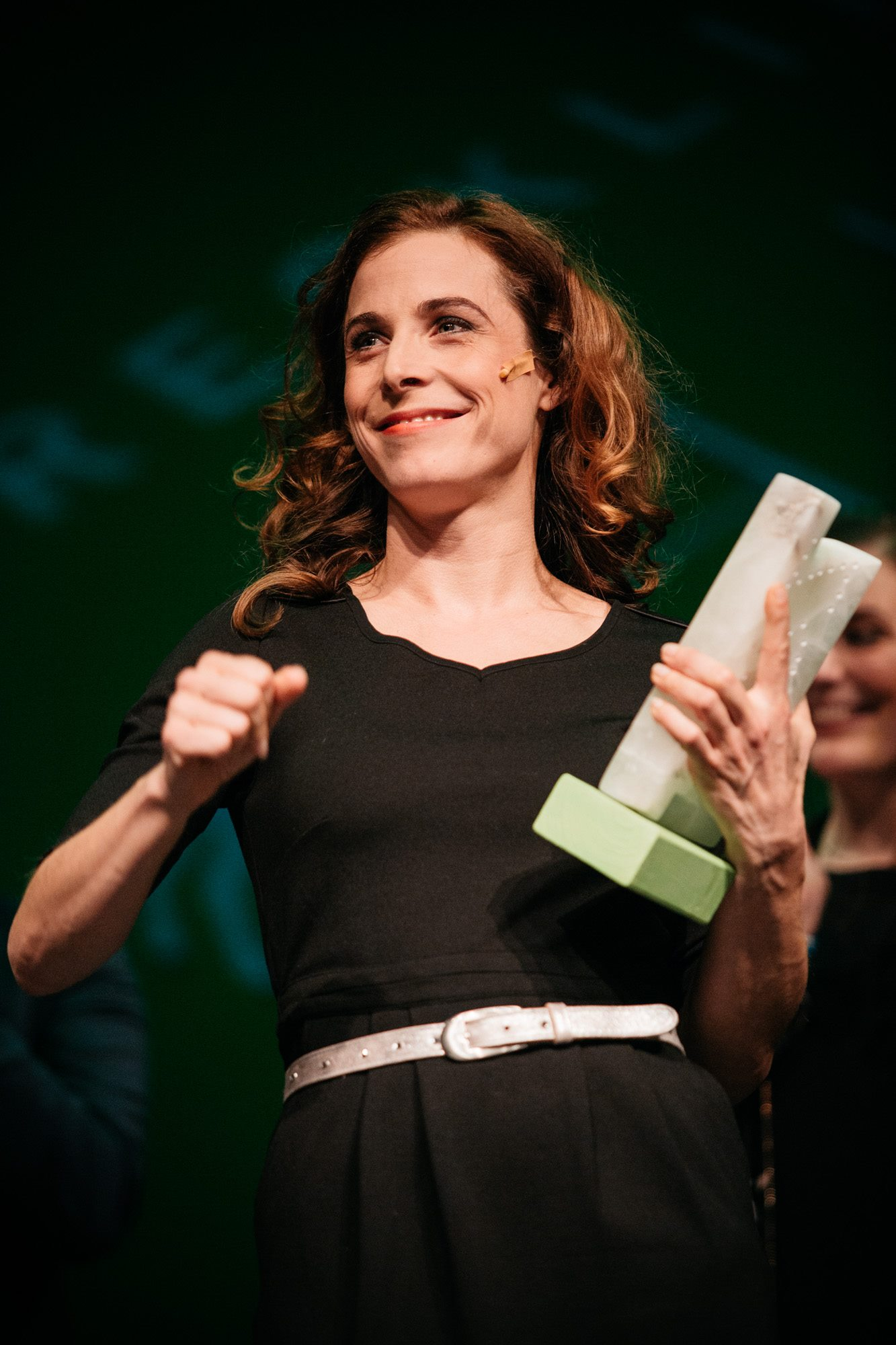
Katalyn Bohn, Preisverleihung „Der kleine Hurz“, Recklinghäuser Nachwuchs-Kabarett-Preis 2017

Katalyn Hühnerfeld (* 1975 in Bremen als Katalyn Bohn) ist eine deutsche Kabarettistin, Schauspielerin und Sprecherin.

## Leben
Katalyn Hühnerfeld wuchs in Niedersachsen auf. Sie lebt mit ihrem Mann und ihren vier Söhnen in Rheinhessen.

## Ausbildung
Nach dem Abitur begann sie 1997 eine Ausbildung zur Pantomimin an der „Etage“, Schule für die darstellenden und bildenden Künste in Berlin. 1999 wechselte sie von dort zur Folkwang Universität der Künste in Essen, wo sie ein Pantomime-Studium absolvierte. Für ihr Solo-Abschlussprogramm erhielt sie 2004 den Folkwang-Preis.

## Beruflicher Werdegang

### Bühne
Von 2004 bis 2009 war sie festes Ensemblemitglied am Hessischen Staatstheater Wiesbaden. Von 2009 bis 2014 hatte sie Gast-Engagements am Alten Schauspielhaus Stuttgart, Landestheater Tübingen und in mehreren Produktionen der Konzertdirektion Landgraf.

### Film und Fernsehen
Seit 2006 wirkte sie in diversen Film- und Fernsehproduktionen mit, wie dem ARD-Drama Der letzte schöne Tag (2011), dem ARD-Mittwochsfilm Über den Tag hinaus (2014), dem Stuttgarter Tatort Der Inder (2015), dem ARD-Spielfilm Ich war eine glückliche Frau (2017) und dem Kinofilm Ostwind – Aufbruch nach Ora (2017). 2012 übernahm sie die weibliche Hauptrolle in dem Kinofilm Trugschluss. Von 2008 bis 2017 hatte sie diverse kleine Rollen in den Serien Ein Fall für zwei, Taunuskrimi sowie Der Staatsanwalt. Von 2016 bis 2018 war sie festes Mitglied der Kinder- und Jugend-Sitcom Leider lustig auf KiKA. 2019 war sie in der Impro Sitcom Hotel Verschmitzt mit Ralf Schmitz auf RTL als Ensemblemitglied dabei. 2021 ist sie im Frankfurter Tatort Wer zögert ist tot zu sehen. Außerdem spielt sie die deutsche Ermittlerin in der belgisch-deutschen Krimi-Serie The Bank Hacker die 2021 auf ZDF Neo zu sehen ist.

### Kabarett
2014 entwickelte Hühnerfeld ihr erstes Solo-Kabarett-Programm „Wenn alle Stricke reissen“. Darin verband sie Elemente aus Theater, Kabarett, Zauberei und Akrobatik (Seiltanz). Der rote Faden bestand in einer humoristischen Verarbeitung ihres Lebens als diplomierte Pantomimin, indem sie z. B. Stummfilme einsetzte. Außerdem setzte sie sich mit gesellschaftskritischen Themen wie Gesundheitswesen, Medien, Familienleben, Kindererziehung, Singledasein u. a. auseinander. 2015 brachte sie eine Weiterentwicklung des Programms unter dem Titel „Miss Geschicke“ heraus. Mit „Wenn alle Stricke reissen“ und „Miss Geschicke“ ging sie bis 2017 mit über 200 Auftritten deutschlandweit auf Tournee, Stationen waren unter anderem Theaterhaus Stuttgart, Mainzer Unterhaus und das Pantheon-Theater Bonn.
2017 entwickelte sie ihr zweites Kabarett Soloprogramm „Sein oder online“ in dem sie die Entfremdung und Überforderung im digitalen Zeitalter thematisierte. Wieder verband sie dabei Elemente aus Theater, Kabarett und Zauberei sowie erstmals auch Musik. Ihre humoristischen Liedtexte ließ sie dafür von der Komponistin Marie-Luise Bolte vertonen.

## Auszeichnungen
- 2004: Folkwang Preis der Folkwang Hochschule Essen für Solo-Abschlussprogramm[15]
- 2004: Roswitha-Ring[16]
- 2016: Nominierung Ostfriesischer Kleinkunstpreis mit Kabarett Solo „Miss Geschicke“
- 2016: Nominierung und Einzug ins Finale Niederrheinischer Kabarett-Preis „Das schwarze Schaf“[17]
- 2017: Recklinghäuser Hurz, Kleiner Hurz[18]
- 2017: Nominierung Rheinheimer Satire Löwe mit Kabarettsolo „Sein oder online“[19]
- 2017: Nachwuchs Preis Recklinghäuser Kabarett-Preis „Der kleine Hurz“ mit Kabarett-Solo „Sein oder online“[20]
- 2017: Nominierung Melsunger Kabarett-Preis „Die scharfe Barte“[21]
- 2022: Obernburger Mühlstein (Publikumspreis)[22]

## Filmografie (Auswahl)

### Film
- 2012: Trugschluss[11]
- 2016: Ursula Meyer gegen den Rest der Welt
- 2017: Ostwind 3[23]
- 2018: Es ist aus, Helmut

### Fernsehen
- 2008, 2010: Ein Fall für zwei (ZDF-Serie)
  - 2008: Skorpion im dritten Haus
  - 2010: Tödliche Story
- 2009, 2016: Der Staatsanwalt (ZDF-Serie)
  - 2009: Tödliche Erkenntnis
  - 2016: Sabrinas letzter Flug
- 2011: Der letzte schöne Tag (ARD-Spielfilm)
- 2011: Der Staatsanwalt – Spiel des Todes (ZDF-Serie)
- 2013: Tiefe Wunden – Ein Taunuskrimi (ZDF-Reihe)
- 2014: Über den Tag hinaus (ARD-Spielfilm)
- 2015: Tatort: Der Inder
- 2015: Wilsberg: Tod im Supermarkt
- 2016–2017: Leider lustig (KIKA-Sitcom)
- 2017: Ich war eine glückliche Frau (ARD-Spielfilm)
- 2017: Ein Fall für zwei – Ohne Skrupel (ZDF-Serie, Neuauflage)
- 2018: True Story (VOX-Serie)
- 2021: Tatort: Wer zögert, ist tot